# 태국 자원부
자원부(태국어: กระทรวงพลังงาน, 영어: Ministry of Energy : MoE)는 태국 정부의 내각이다. 2019 회계 연도 예산(2018년 10월 1일~2019년 9월 30일)은 23억1900만 바트다.

## 역사
이질적인 에너지부는 1992년(불기 2535년)에 '국가에너지정책심의회법(1992년)'에 따라 국가에너지정책위원회가 설치되면서 정부에 의해 통합되었다. 에너지 운용 면허를 부여하고 에너지 가격 책정 규정을 발행하는 등 태국의 에너지 분야를 관리하는 역할을 담당한다. 2002년 당시 탁신 친나왓 총리는 2001년(불기 2544년) 11월 2일에 에너지국을 설치하였고, 이후 2002년 '정부조직법' 시행에 따라 에너지부로 격상되었다.

## 조직

### 관리
- 장관실
- 상임이사실

### 종속 부서
- 광물 연료학부
- 에너지 사업부
- 대체에너지 개발 및 효율학부 (DEDE)
- 에너지 정책 기획실

### 국영 기업
- 태국 전력 생산국 (EGAT)
- PTT 공기업 유한회사

### 공공 기관
- 에너지 기금 관리 연구소

## 태국 전력 개발 계획 2015-2036 (PDP2025)
태국의 전력 개발 계획(PDP)은 국가의 발전·유통·소비를 위한 로드맵이다. 에너지부와 EGAT가 마련한 이 계획은 반복적으로 발표됐다. 이전 버전인 PDP2010 개정 3에서는 2012-2030년을 다루었다.
에너지부는 전력 개발 계획와 함께 전력 개발 계획에 포함되는 몇 가지 자회사 계획을 생산한다.:1-1
- 에너지 효율 개발 계획 (EEDP)
- 대체 에너지 개발 계획 (AEDP)
- 천연 가스 공급 계획
- 석유 관리 계획

PDP2015는 다음과 같은 가정으로 시작한다.:2-3
- 2014-2036년 동안 태국의 평균 GDP 성장률은 연간 3.94%가 될 것
- 같은 기간 태국의 인구 증가율은 연평균 0.03%가 될 것
- EEDP에서 예측한 기간 동안의 에너지 절약량은 총 89,672 GWh가 될 것
- 국내 수력을 포함한 재생 에너지는 이 기간 동안 19,634.4 MW의 전력을 공급할 것
- 태국의 새로운 전력 수요는 2014-2036년 연간 2.67% 증가할 것
- 2036년에 태국의 최고 전력 수요는 4만9655 MW가 될 것이며, 총 전력 수요는 32만6119 GWh가 될 것

PDP2015는 2014-2036년에 걸쳐 태국 전기 발전 연료 혼합물에 다음과 같은 변화를 예상한다.:2-1
- 수입수력 발전 : 2014년 7%에서 2036년 15~20%로 상승
- 석탄/갈탄 : 20%에서 20~25%로 상승
- 태국내 수력 등과 같은 재생에너지 : 8%에서 15~20%로 상승
- 천연가스 : 64%에서 30~40%로 하락
- 원자력 : 0%에서 0~5%로 상승
- 디젤/중유 : 1%에서 0으로 하락

PDP2015는 태국의 발전 CO2 배출량이 2015년 8699만 8000t에서 2036년 10407만 5000t으로 증가할 것으로 전망하고 있다.:7-1